# Afrixalus aureus
Afrixalus aureus (tên tiếng Anh: Golden Dwarf Reed Frog) là một loài ếch thuộc họ Hyperoliidae.
Loài này có ở Mozambique, Nam Phi, Swaziland, và có thể cả Zimbabwe.
Môi trường sống tự nhiên của chúng là xavan khô, xavan ẩm, vùng cây bụi ôn đới, vùng đồng cỏ ôn đới, đầm nước, hồ nước ngọt có nước theo mùa, đầm nước ngọt, và đầm nước ngọt có nước theo mùa.
Chúng hiện đang bị đe dọa vì mất môi trường sống.